# 淡金鄧公駅
淡金鄧公駅（たんきんとうこうえき）は、台湾新北市淡水区にある新北捷運淡海軽軌緑山線の駅。駅は淡金路と鄧公路の交差点に北側に設置され、駅番号はV03。

## 歴史
- 2014年11月23日 - 当駅を含む工区起工[1]。
- 2016年5月13日 - 駅名確定[2]。
- 2018年
  - 4月 - 駅番号変更（G2A→V03）[3]。
  - 12月24日 - 開業[4]。

## 駅構造
相対式ホーム2面2線の高架駅。
鄧公路陸橋直下に駅舎がある。

### 駅階層
| 地上 三階                      | 出入口（鄧公路）                                            | 出入口、コンコース、自動券売機、簡易改札機、エスカレーター |
| 地上 二階                      |                                                             |                                                            |
| 相対式ホーム、右側のドアが開く |                                                             |                                                            |
| 1番線                          | →緑山線 崁頂方面、藍海線直通 淡水漁人碼頭方面（淡江大学駅） |                                                            |
| 2番線                          | →緑山線 紅樹林方面（竿蓁林駅）→                             |                                                            |
| 相対式ホーム、右側のドアが開く |                                                             |                                                            |
| 地上 一階                      | 出入口（淡金路）                                            | 出入口                                                     |

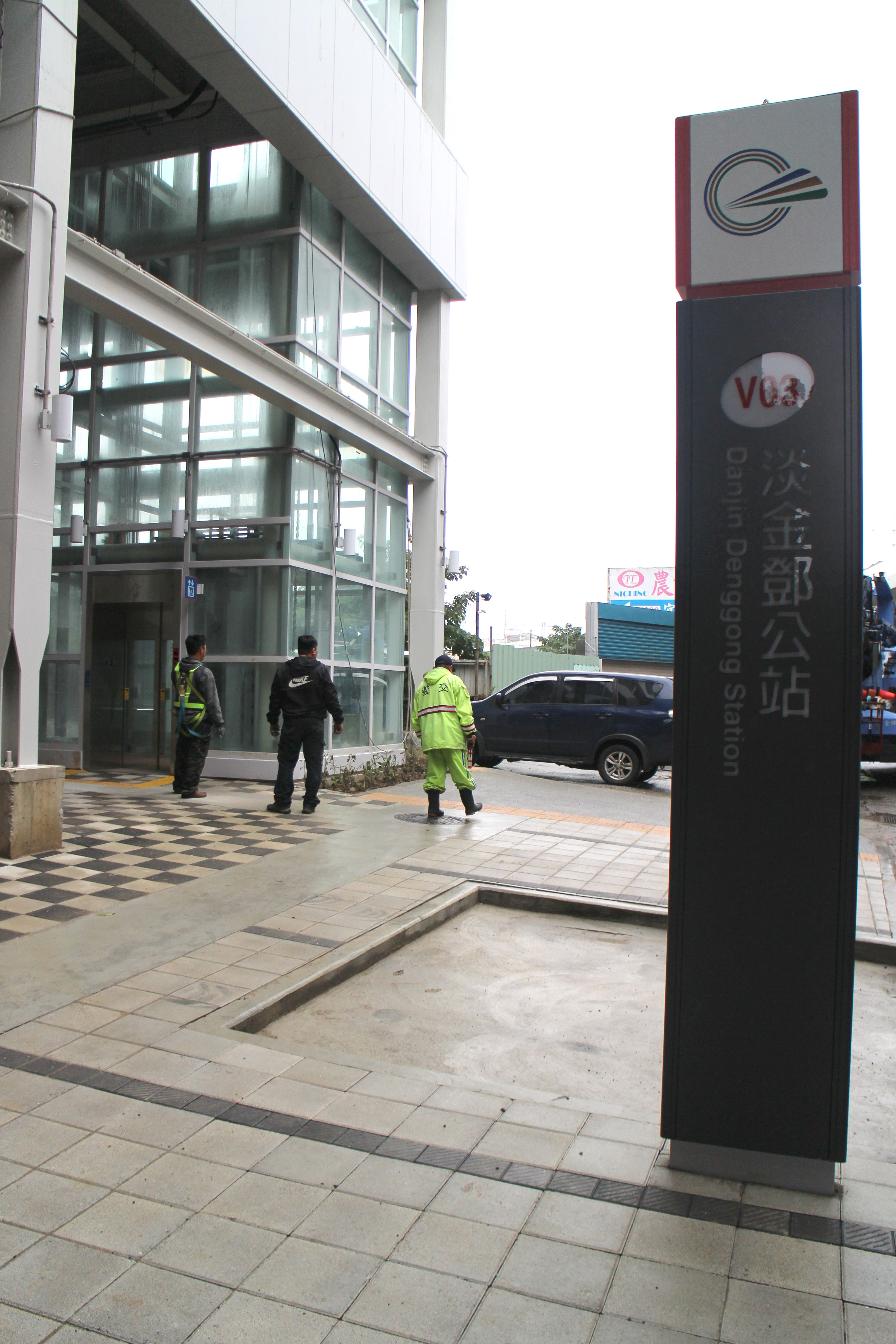
駅のサイン
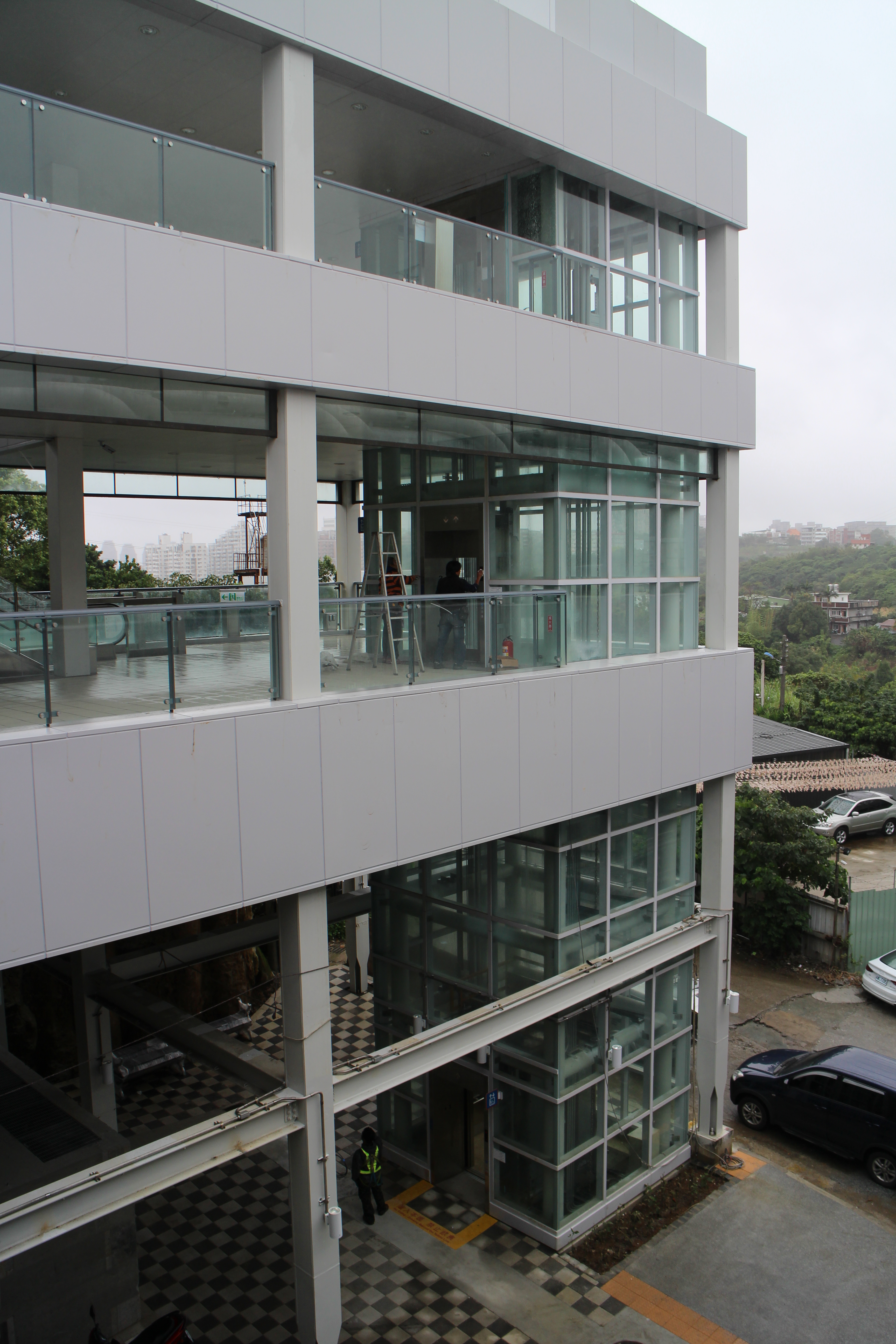
エレベーター
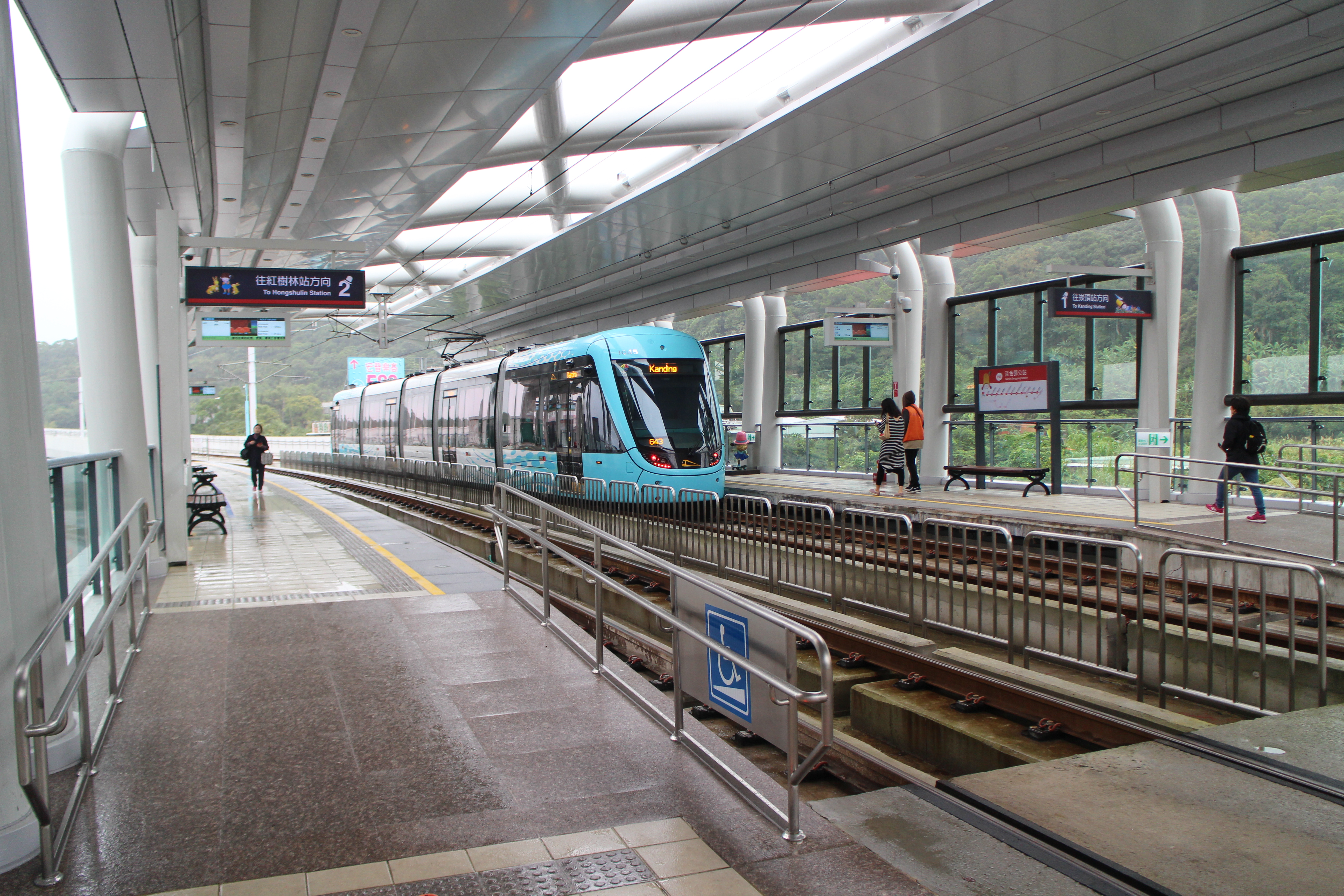
ホーム

## 利用状況
| 年   | 年間利用客数 | 年間利用客数 | 年間利用客数 | 年間利用客数 | 1日平均 | 1日平均 |
| 年   | 乗車         | 下車         | 乗降計       | 出典         | 乗車    | 乗降    |
| ---- | ------------ | ------------ | ------------ | ------------ | ------- | ------- |
| 2018 | 資料なし     | 資料なし     | 資料なし     | [ 注 2 ]     | -       | -       |
| 2019 | 36,000       | 36,000       | 72,000       | [ 注 3 ]     | 108     | 216     |
| 2020 | 40,000       | 42,000       | 82,000       | [ 7 ]        | 109     | 224     |
| 2021 | 35,000       | 35,000       | 70,000       | [ 8 ]        | 96      | 192     |

## 駅周辺
- 滬尾桜花大道（桜の名所）

## 隣の駅
新北捷運
■淡海軽軌緑山線
竿蓁林駅 (V02) - 淡金鄧公駅 (V03) - 淡江大学駅 (V04)

### 註釈
1. ↑  ただし各年の『新北市捷運統計年報』では、年間の数値が千人単位での公表であり、1日平均の場合は誤差が出ることを考慮する必要がある。
2. ↑  無料期間
3. ↑  平均は2月1日の有料化後、334日間で算出[6]